# D2OL
Het Drug Design and Optimization Lab (D2OL)™ is een distributed computing-project om medicijnen te vinden voor de 5 'meest besmettelijke ziekten op aarde': Ebola, miltvuur (antrax), pokken, SARS en malaria.
D2OL doet dit volgens het sleutelgat/sleutel principe: het "past" moleculen van mogelijke medicijnen in moleculen van de ziekten. De beste kandidaat-medicijnen (volgens de computerberekeningen) worden dan in het laboratorium van The Rothberg Institute (TRI) getest door wetenschappers. Dit instituut is een non-profit instituut.